# Olivbrauner Milchling
Der Olivbraune Milchling (Lactarius turpis, Syn.: Lactarius plumbeus, Lactarius necator), auch Tannenreizker oder Mordschwamm genannt, ist eine Pilzart aus der Familie der Täublingsverwandten. Der mittelgroße bis große Milchling hat einen zuerst olivgrünen, dann schwarzbraunen und bei Feuchtigkeit sehr schleimigen Hut. Die Milch ist weiß und schmeckt sehr scharf. Der Milchling ist in besonders in Nord-, Mittel- und Osteuropa weit verbreitet und häufig. Er ist ein Mykorrhizapilz, der vor allem mit Birken und Fichten vergesellschaftet ist. Der Pilz gilt in Süd- und Mitteleuropa als ungenießbar, in Nord- und Osteuropa hingegen nach entsprechender Vorbehandlung als beliebter Speisepilz. Die Fruchtkörper erscheinen zwischen Juli und Oktober.

## Merkmale

### Makroskopische Merkmale
Der Hut ist 6–20 cm breit. Er hat zunächst einen eingerollten Rand und eine etwas niedergedrückte Mitte. Seine Oberfläche ist olivbraun oder gelblich grau und ist oft schleimig und klebrig. Junge Exemplare haben samtige Zonen am Rand. Mit zunehmendem Alter wird der Hut trichterförmig und die Farbe wird dunkler bis fast schwarz.
Die Lamellen sind schmutzig weiß mit dunklen Flecken von eingetrockneter Milch, welche zunächst weiß ist. Die Lamellen sind etwas bogig.
Der Stiel ist etwa 7 cm lang, 3 cm dick und ähnlich wie der Hut gefärbt. Er kann leichte Grübchen aufweisen und wird schnell hohl.
Das Fleisch ist freckig weiß und wird an der Luft schnell braun. Es zeigt eine purpurviolette Verfärbung bei Reaktion mit Kaliumhydroxid oder Ammoniak. Der Geschmack, insbesondere der der Milch, ist bitter, der Pilz selbst hat einen kaum ausgeprägten Geruch.

### Mikroskopische Merkmale

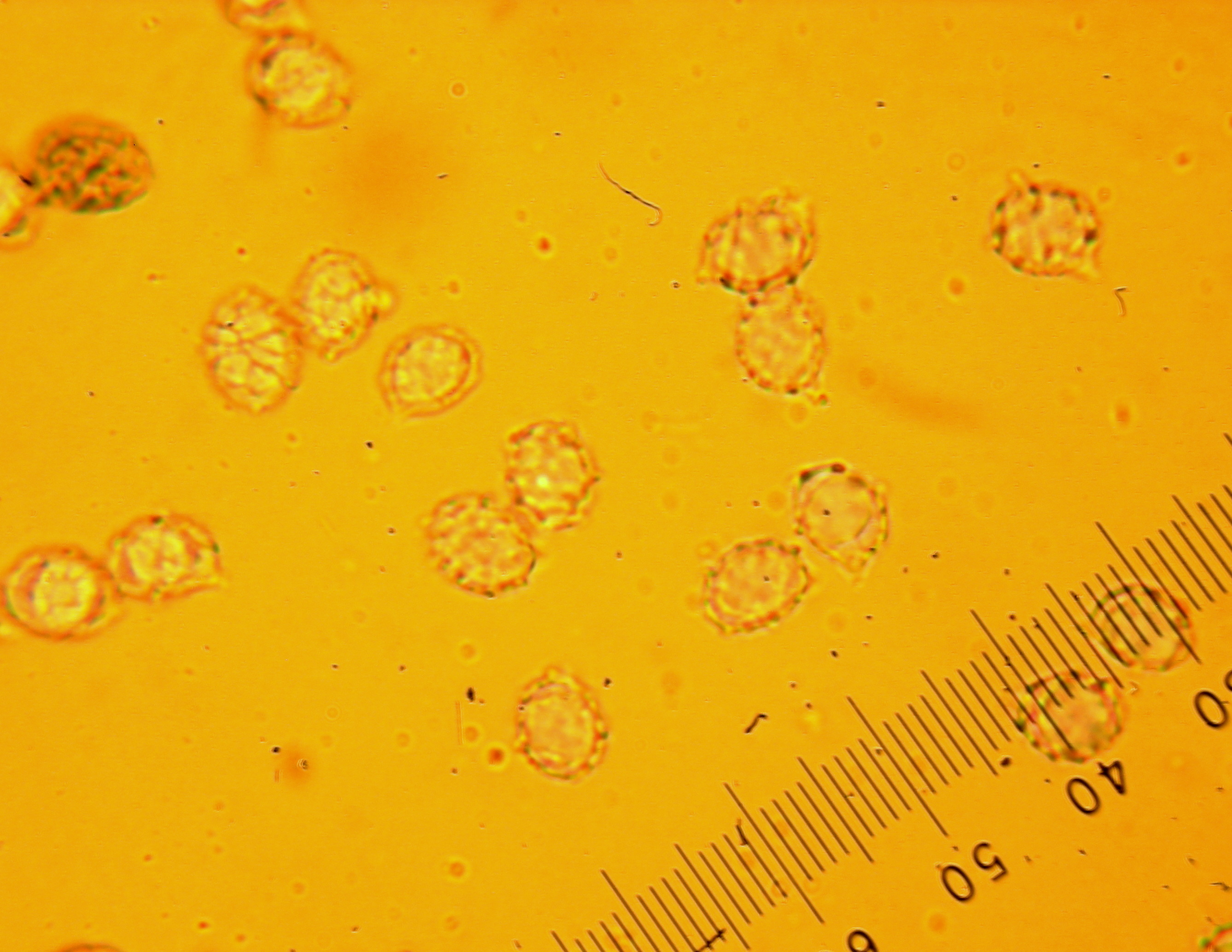
Sporen des Olivbraunen Milchlings (Lactarius turpis) unter dem Lichtmikroskop

Die 5,9–8,3 µm langen und 5,1–6,5 µm breiten Sporen sind rundlich bis breitelliptisch. Der Q-Wert (Sporenlänge / Sporenbreite) beträgt 1,1 bis 1,4. Das Sporenornament ist bis zu 0,8 µm hoch und besteht aus wenigen einzelnen Warzen sowie aus Rippen, die mehrheitlich netzartig verbunden sind. Die Basidien messen 40–47 × 8–10 µm. Sie sind zylindrisch bis bauchig oder keulig und tragen je 4 Sterigmen. Die zahlreichen 30–60 µm langen und 6–10 µm breiten Cheilomakrozystiden sind spindelförmig bis pfriemförmig und oben meist zu einer Spitze ausgezogen. Die Pleuromakrozystiden haben eine ähnliche Form, sind aber an der Spitze weniger häufig ausgezogen. Sie sind 45–70 µm lang und 6–11 µm breit und nicht so zahlreich. Die Huthaut besteht mehrheitlich aus parallel liegenden Hyphen, die 2,5–6 µm breit sind. Im oberen Teil finden sich jedoch viele aufsteigende Hyphen und dazwischen einzelne Lactiferen. Die Hyphen sind stark gelatinisiert. In KOH verfärben sich die Hyphen und die gelatinöse Masse weinrot.

## Artabgrenzung
Der Olivbraune Milchling ist wegen seiner düsteren Farben eine leicht zu erkennende Art, die kaum mit anderen Milchlingen verwechselt werden kann. Sein Hut ist bei jungen Fruchtkörpern dunkel olivgrün und verfärbt sich dann braunschwarz. Dabei bleibt der Rand lange Zeit grünlich-gelb gefärbt. Gibt man KOH auf die Huthaut, verfärbt sie sich weinrot. Auch unter dem Mikroskop verfärben sich die gelatinösen Huthauthyphen mit einer 3%igen KOH-Lösung weinrot. Eine ähnliche Reaktion findet man bei keinem anderen europäischen Milchling.

## Ökologie und Phänologie
Der Olivbraune Milchling ist wie alle Milchlinge ein Mykorrhizapilz, der vor allem mit Fichten und Birken eine symbiotische Partnerschaft eingeht. Man kann den Milchling daher vorwiegend in Fichten-Tannen- und Fichtenwäldern oder in den entsprechenden Nadelwaldforsten finden. Der Milchling wächst auf frischen bis feuchten, basen- und nährstoffarmen Böden. Häufig findet man in auf Sand-, Ton- und Lehmböden, die von einer dichten Nadelstreu- und Rohhumusschicht bedeckt sind. Unter Nadelbäumen und Birken kann man den Pilz auch in Hainsimsen-Buchenwäldern und an stark abgesauerten  und mit Torfmoosen besetzten Mulden in Waldmeister-Buchen- oder Hainsimsen-Traubeneichenwäldern finden. Des Weiteren trifft man ihn gelegentlich an Moorrändern und anderen Wasserstandorten an.
Die Fruchtkörper erscheinen von Juli bis Ende Oktober, bisweilen kann man überständige Fruchtkörper bis in den Januar hinein finden.

## Verbreitung

Verbreitung des Olivbraunen Milchlings in Europa. Grün: Milchling wurde nachgewiesen, Weiß: Milchling fehlt, Grau: Keine Quellen

Der Olivbraune Milchling wurde in Australien, Neuseeland, Nordamerika (Kanada, USA) und Nordasien (Sibirien, Kamtschatka, Japan und Südkorea) nachgewiesen. Es ist allerdings nicht sicher, ob die Vorkommen in Australien und Neuseeland indigen sind und zum natürlichen Verbreitungsgebiet der Art gehören. In Europa ist der Milchling in fast allen Ländern verbreitet und in Nord-, Mittel- und Osteuropa ausgesprochen häufig. In Deutschland ist die Art von Sylt bis in die Alpen ziemlich dicht verbreitet.

## Taxonomie
Dieser sehr variable Pilz demonstriert ein in der Mykologie verbreitetes Phänomen, nämlich eine große Uneinigkeit in der Namensgebung. Die drei hauptsächlichen wissenschaftlichen Namen
- Lactarius turpis (Weinm.) Fr.,
- Lactarius necator (Bull.: Fr.) P.Karst. und
- Lactarius plumbeus (Bull.: Fr.) Gray

werden für gewöhnlich, aber nicht immer, als Synonym für die gleiche Art angesehen. Die spezifischen Namen necator und plumbeus wurden beide von Jean Baptiste François Bulliard als Agaricus necator (1781) und Agaricus plumbeus (1793) geprägt, aber es gab und gibt Unstimmigkeiten darüber, welcher Pilz damit gemeint ist. Der Name turpis ist das lateinische Wort für „hässlich“, er wurde von Johann Anton Weinmann verliehen und von Fries 1838 übernommen. Plumbeus bezieht sich ebenfalls auf das Aussehen dieses Milchlings, es ist lateinisch für „bleiern“ und bezieht sich in diesem Fall auf die Farbe der Pilzfruchtkörper (im Sinne von bleifarben).

## Bedeutung
Es wurde berichtet, dass dieser Pilz das Mutagen Necatorin (7-Hydroxycumaro[5,6-c]cinnolin) enthält, er kann daher nicht zum Verzehr empfohlen werden. Kochen verringert die Konzentration des Wirkstoffes, zerstört ihn aber nicht vollständig.
Aufgrund des scharfen Geschmacks klassifizieren die meisten westlichen Autoren den Olivbraunen Milchling wohl als ungenießbar oder wenig begehrenswert. Er wurde jedoch nach gründlichem Abkochen in Nord- und Osteuropa und in Sibirien häufig als Gewürz verwendet und wird auch heute noch als gesalzene Konserve angeboten. In Russland und im Baltikum wird er als guter Speisepilz und als einer der besten Pilze zum Einlegen in Salz angesehen.